# София Саксен-Гильдбурггаузенская
Эрнестина Фридерика София Саксен-Гильдбурггаузенская (нем. Ernestine Friederike Sophie von Sachsen-Hildburghausen; 22 февраля 1760, Хильдбургхаузен — 28 октября 1776, Кобург) — принцесса Саксен-Гильдбурггаузенская, в замужестве герцогиня Саксен-Кобург-Заальфельдская.

## Биография
Эрнестина Фридерика София — дочь герцога Эрнста Фридриха III Саксен-Гильдбурггаузенского и Эрнестины Августы Софии Саксен-Веймар-Эйзенахской. Крёстными родителями девочки выступила датская королевская чета, а также король Польши и главы домов Саксен-Кобурга, Саксен-Веймара, Мекленбурга и Вюртемберга.
6 марта 1776 года 16-летняя принцесса вышла замуж в Гильдбурггаузене за наследного принца и в последующем герцога Франца Саксен-Кобург-Заальфельдского, который на тот момент уже был влюблён в свою будущую жену Августу Рейсс-Эберсдорфскую (1757—1831), но не имел возможности разорвать помолвку с Эрнестиной Фридерикой Софией. 28 октября София умерла от инфлуэнцы, не оставив наследников. Похоронена в крипте кобургской церкви Святого Маврикия.